# Adisham
Adisham – wieś w Anglii, w hrabstwie Kent, w dystrykcie Canterbury. Leży 9 km na południowy wschód od miasta Canterbury i 97 km na wschód od centrum Londynu.
W 2001 miejscowość liczyła 620 mieszkańców.